# Keith Southern
Keith Southern, né le 24 avril 1981 à Gateshead dans Tyne and Wear, est un footballeur britannique qui a joué au poste de Milieu défensif. Il a notamment joué pour Blackpool FC une grande partie de sa carrière.

## Biographie
Le 1er juillet 2014, il rejoint Fleetwood Town.

## Palmarès
- Blackpool FC
  - Vainqueur du Football League Trophy : 2004